# Vojaški odbor Nata
Vojaški odbor (uradno angleško Military Committee; kratica: MC; tudi Obrambni odbor) je najvišji vojaški organ zveze NATO, ki je sestavljen iz višjih častnikov (nacionalnih vojaških predstavnikov) iz vseh članic zveze NATO. Glavna naloga odbora je svetovanje političnih organom zveze NATO glede potrebnih ukrepov za skupno obrambno Natovega področja ter vojaške doktrine in strategije. Prav tako o vojaških zadevah svetuje Natovim strateškim poveljnikov, katerih predstavniki se udeležujejo sestankov odbora. Vojaški odbor je drugo najstarejše (za Severnoatlantskim svetom) telo zveze NATO.
Odbor vodi načelnik Vojaškega odbora Nata (trenutno Giampaolo Di Paola), ki je tako najvišji vojaški častnik zveze NATO in najvišji vojaški svetovalec generalnega sekretarja Nata; v svoji vlogi tudi poveljuje vojaškim operacijam zveze NATO. V njegovi odsotnosti ga nadomešča namestnik načelnika. Tretji položaj znotraj Vojaškega odbora, ki pa je častne narave, je starosta Vojaškega odbora Nata.
Poleg rednih srečanj, katerih se udeležujejo nacionalni vojaški predstavniki (kot predstavniki načelnikov generalštabov), se odbor sestaja tudi na najvišji ravni in sicer na ravni načelnikov generalštaba, najvišjih vojaških predstavnikov držav članic. Operativni del odbora, ki podpira delovanje samega odbora, je Mednarodni vojaški štab (International Military Staff).
Vojaški odbor neposredno nadzira dve strateški poveljstvi, ki izvajata vojaške operacije zveze NATO: Zavezniško poveljstvo za operacije (angleško Allied Command Operations; kratica: ACO) in Zavezniško poveljstvo za preoblikovanje (angleško Allied Command Transformation; kratica: ACT); v skladu s sporazumom poveljstvi vedno zasedata ameriški (ACO) in francoski poveljnik (ACT).Oba strateška poveljnika sta tako odgovorna načelniku Vojaškega odbora glede usmeritve in vodenja vseh zavezniških vojaških zadev v sklopu njunih poveljstev. ACO je tako odgovorno za strateško, operativno in taktično vodenje bojnih in bojno-podpornih sil članic zveze NATO, medtem ko je ACT odgovorno za vključitev vojaških sil novih članic zveze v vojaško strukturo Nata in za raziskovalno dejavnost ter usposabljanje.

## Trenutna organizacija[7]
- Vojaški odbor

- Mednarodni vojaški štab
- Zavezniško poveljstvo za operacije
- Zavezniško poveljstvo za preoblikovanje
- Kombinirani združeni načrtovalni štab (Combined Joint Planning Group)
- Kanadsko-ameriška regionalna načrtovalna skupina (Canada-US Regional Planning Group)
- Natovo zračno zgodaj-opozorilno in kontrolno poveljstvo (NATO Airborne Early Warning and Control Force Command)

## Trenutna sestava odbora (avgust 2011)[8]
- načelnik Vojaškega odbora Nata: admiral Giampaolo Di Paola (Italija, Italijanska vojna mornarica; 2008 - danes)[9]
- namestnik načelnika Vojaškega odbora Nata: generalporočnik Walter E. Gaskin (ZDA, Korpus mornariške pehote ZDA; 2010 - danes)[10]
- Albanija: kontraadmiral Kristaq Gerveni (Albanska vojna mornarica)[11]
- Belgija: kontraadmiral Marc Ectors (Kraljeva belgijska vojna mornarica)[12]
- Bolgarija: generalporočnik Galimir Stojanov Pehlivanov (Bolgarska kopenska vojska)[13]
- Češka: generalporočnik Jaroslav Kolkus (Češka kopenska vojska)[14]
- Danska: generalporočnik Poul Kiaerskou (Danska kopenska vojska)[15]
- Estonija: brigadni general Neeme Väli (Estonska kopenska vojska)[16]
- Francija: admiral Xavier Païtard (Francoska vojna mornarica)[17]
- Grčija: generalmajor Lampros Nousis (Grško vojno letalstvo)[18]
- Hrvaška: komodor Robert Hranj (v.d.) (Hrvaška vojna mornarica)[8]
- Islandija: Arnór Sigurjónsson[19]
- Italija: generalporočnik Gian Piero Ristori (Italijansko vojno letalstvo)[20]
- Kanada: viceadmiral Denis Rouleau (Kraljeva kanadska vojna mornarica)[21]
- Latvija: brigadni general Juris Kiukucans (Latvijska kopenska vojska)[22]
- Litva: generalmajor Vitalijus Vaikšnoras (Litovska kopenska vojska)[23]
- Luksemburg: polkovnik Mario Daubenfeld (Luksemburška kopenska vojska)[24]
- Madžarska: brigadni general Zoltan Mihocza (Madžarsko vojno letalstvo)[25]
- Nemčija: generalporočnik Roland Kather (Bundesheer)[26]
- Nizozemska: generalporočnik Frederik Meulman (Kraljevo nizozemsko vojno letalstvo)[27]
- Norveška: generalporočnik Arne Bård Dalhaug (Norveška kopenska vojska)[28]
- Poljska: generalmajor Janusz Bojarski (Poljsko vojno letalstvo)[29]
- Portugalska: generalporočnik Artur Neves Pina Monteiro (Portugalska kopenska vojska)[30]
- Romunija: generalmajor Gabriel Oprea (Romunska kopenska vojska)[8][31]
- Slovaška: generalporočnik Peter Gajdoš (Slovaška kopenska vojska)[32]
- Slovenija: generalmajor Alan Geder (Slovenska vojska)[33][3]
- Španija: generalporočnik Juan Martin Villalón (Španska kopenska vojska)[34]
- Turčija: generalporočnik M. Veysi Ağar (Turško vojno letalstvo)[35]
- Združeno kraljestvo: zračni maršal Christopher Harper (Kraljevo vojno letalstvo)[36]
- ZDA: viceadmiral Richard K. Gallagher  (Vojna mornarica ZDA)[37]